# Tân Thành, Tân Hiệp
Tân Thành là một xã thuộc huyện Tân Hiệp, tỉnh Kiên Giang, Việt Nam.

## Địa lý

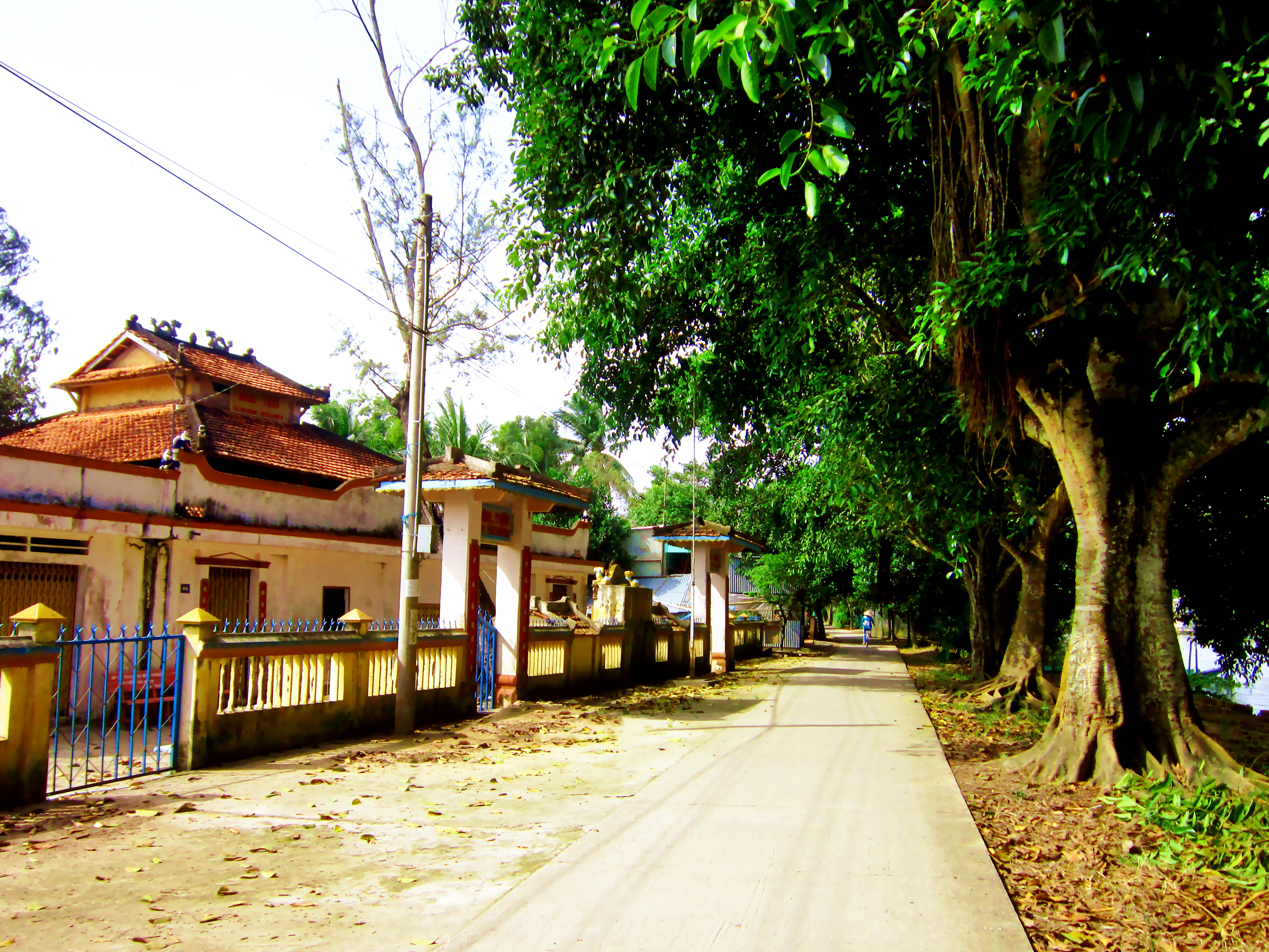
Đình Tân Thành trên bờ kênh Thoại Hà

Xã Tân Thành có vị trí địa lý:
- Phía đông giáp xã Tân An và xã Tân Hòa
- Phía tây giáp huyện Hòn Đất
- Phía nam giáp xã Tân Hội
- Phía bắc giáp tỉnh An Giang.

Xã Tân Thành có diện tích 31,88 km², dân số năm 2020 là 8.905 người, mật độ dân số đạt 279 người/km².

## Hành chính
Xã Tân Thành được chia thành 6 ấp: Bình Thành, Chí Thành, Tân Lộc, Tân Lợi, Tân Phú, Tân Tiến.

## Lịch sử
Ngày 14 tháng 11 năm 2001, Chính phủ ban hành Nghị định số 84/2001/NĐ-CP về việc thành lập xã Tân Thành trên cơ sở 3.386,31 ha diện tích tự nhiên và 10.443 nhân khẩu của xã Tân Hội.